# Jean-Baptiste du Casse
Jean-Baptiste du Casse, nacido tal vez el 2 de agosto de 1646 en Saubusse, cerca de
Pau (Béarn) y fallecido el 25 de junio de 1715 en Bourbon l'Archambault en Auvernia, fue un oficial de marina y administrador colonial francés de los siglos XVII y XVIII. Su apellido suele fugurar con la grafía "Ducasse".
Nacido en una familia hugonote originaria de Béarn, debutó en la marina mercante al servicio de la Compañía francesa de las Indias Orientales, y después en la Compañía de Senegal. Se hizo notar y deviene director de esta última en 1677, tomando parte en el comercio de esclavos a partir de Gorea, de la que toma posesión en 1678. Pasado a la Marine royale, tomó parte en la Guerra de los Nueve Años, antes de ser nombrado gobernador de Saint-Domingue de 1691 a 1703.
Durante su administración, dejó la colonia y tomó parte en varias expediciones victoriosas en las Antillas, la expedición de Jamaica en 1694, y sobre todo la Expedición de Cartagena en 1697, en compañía de Jean-Bernard de Pointis. Sirvió de nuevo en la Guerra de Sucesión Española, en especial en la batalla de Vélez-Málaga en 1704 y en el sitio de Barcelona en 1714.
En recompensa por sus servicios, el nuevo Rey de España Felipe V le nombró caballero de la Orden del Toisón de Oro. Terminó su carrera militar con el grado de teniente general de las Armadas Navales y con el título de comendador de la Orden de San Luis.

## Biografía

### Orígenes y juventud
Existe incertidumbre en cuanto al nacimiento de Jean-Baptiste Ducasse. Dado generalmente como nacido el 2 de agosto de 1646 en Saubusse, cerca de Dax (Landes), sería en realidad nacido en Pau, de Jacques Ducasse y Judith de Rémy. Su padre, Jacques Ducasse era hijo de Gaillard Ducasse, ministro de la « Iglesia Reformada de Francia » en Salies-de-Béarn, y Anne de Faget, según un acta del 18 de junio de 1724 hecha delante de Raymond Bernet, notario en Pau, y una deliberación del "consejo" de ciudad de Salies del 30 de agosto de 1691.
Nació en realidad en una familia de Pau de origen humilde y hugonote. Ducasse admitiría él mismo más tarde en una carta al Ministro de la Marina Pontchartrain: « yo he sido de la religión [reformada]», y habría presentado un falso certificado de bautismo proviniendo de Saubusse perteneciendo a un homónimo, Jean Ducasse, hijo de un marchante de jamones de Bayona, Bertrand Ducasse, y de Marguerite de Lavigne. Esto se explica porque por aquel entonces era más difícil para los miembros de la religión reformada el hacer carrera. Muchos biógrafos, entre ellos Robert Ducasse (su sobrino-bisnieto) y Saint-Simon, contribuyeron a difundir este error. Precozmente, aprendió el francés y el latín.

## Las costas de África
Se enroló muy pronto en la marina mercante, en el seno de la Compañía de las Indias, y después en la Compañía de Senegal, que había sido creada en junio de 1679 por Luis XIV con el privilegio del negocio entre el cabo Blanco y el Cabo de Buena Esperanza. Primero desarrolló tareas como escritor, y luego como capitán mercante (en 1676) en la trata negrera.

### Al servicio del Rey de Francia
Su visión política, su capacidad de mando, y la iniciativa, le hicieron distinguir por Colbert y luego por Seignelay. Este capitán mercante pasó al servicio del rey en 1677, y fue nombrado gobernador de la costa occidental de África, y director de la Compañía de Senegal, donde obtuvo el privilegio de vender a las Antillas anualmente durante ocho años, unos 2000 esclavos destinados a la explotación de las plantaciones, lo que le convirtió en uno de los primeros actores franceses de la trata de esclavos. Su principal cliente fue el capitán Charles François d'Angennes, marqués de Maintenon.
Comandante del buque real L'Entendu (44 cañones y 250 hombres de tripulación), tomó posesión el 15 de noviembre de 1677 de Gorea (Senegal), de la que mariscal de Estrées se había apoderado el 1.º de noviembre de ese año. Allí instaló agentes de la Compañía de Senegal, y en el mes de diciembre de 1677, volvió hacia Francia, para dar cuenta de sus acciones en Versalles.
En abril de 1678, abandonó Francia a bordo de una escuadra de guerra. Regresó a Gorea el 8 de mayo de 1678, y encontró un establecimiento próspero.
El 10 de julio de 1678, desembarcó a la cabeza de una flota corsaria frente al fuerte de Arguin, en manos neerlandesas. Los combates comenzaron el 22 de agosto de 1678, y Der-Lyncourt, el comandante del fuerte, capituló finalmente el 29 de agosto. Dueño de la plaza, conquistó el territorio circundante. Se convirtió en el más rico terrateniente de Martinica, que aún no contaba más que con 2600 esclavos en 1674.
El 15 de marzo de 1686, fue promovido a Teniente de navío en la marina del Rey Luis XIV. Y al día siguiente, 16 de marzo, se casó con Marthe Baudry (1661-1743) en Dieppe, tras renunciar los dos a su fe calvinista en 1685, tras la revocación del Edicto de Nantes y la proclamación del Edicto de Fontainebleau (su mujer pertenecía a una familia muy ligada a las altas finanzas y al comercio colonial).
En 1687, se presentó en Guinea a bordo de la fragata La Tempête e intentó tomar Elmina (en la actual Ghana).

### Gobernador de Saint-Domingue durante la Guerra de los Nueve Años (1688-1697)
Fue promovido a Capitán de fragata, el 1 de noviembre de 1689. En 1690, luchó en las Indias occidentales en San Cristóbal y San Martín.
Su intrepidez contra los bucaneros y piratas, ingleses, holandeses y franceses, le permite ser nombrado en 1691 gobernador de Saint-Domingue tras haber liberado Guadalupe del cerco de los ingleses y haberlos empujado hasta Barbados al sur del arco de las Antillas. Permaneció como gobernador doce años y fue uno de los ardientes promotores del cultivo del azúcar.
En marzo de 1689, volviendo de reconocer la Isla de Boa Vista (Cabo Verde) con su barco Le Hasardeux, se cruzó con filibusteros venidos de Roatán, en Honduras, comandados por el pirata Jean Fantin, y que estaban en pleno pillaje. Los sometió y reclutó para atacar las posesiones neerlandesas de Berbice y Fuerte Zeelandia en Surinam en junio de 1689. En 1692, en una carta al Ministro de la Marina Louis Phélypeaux de Pontchartrain, le explicó que no quedaban más que 70 filibusteros en la Isla de la Tortuga, y que se esforzaban en hacerlos salir de la pereza, para instalarlos en Saint-Domingue. Fue ascendido a Capitán de navío, el 1 de enero de 1693.
En 1694, organizó la expedición a Jamaica contra los ingleses, lo que permitió traer índigo y 3000 esclavos, pero que fue seguida al año siguiente de una expedición punitiva de los españoles e ingleses contra el Cabo Haitiano y Port-de-Paix.
En 1697, participó junto al jefe de escuadra Jean-Bernard de Pointis en la Expedición de Cartagena (2 de mayo de 1697), último enfrentamiento entre Francia y España antes del Tratado de Ryswick de 1697, donde el duque de Saint-Simon evocó y describió a Ducasse con simpatía : 

Era un hombre de gran valor, con bastante cabeza y de sangre fría y grandes empresas, y muy amado en la marina por la liberalidad con que hacía parte de todo, y la modestia que le mantenía en su sitio. Tuvo furiosos problemas con Pointis, ya que este último tomó y saqueó Cartagena.

### Guerra de Sucesión Española (1701-1714)
A la cabeza de los corsarios de Saint-Domingue, Jean-Baptiste Ducasse combatió de nuevo al almirante inglés John Benbow cerca de Santa Marta el 3 de septiembre de 1702. A pesar de su inferioridad numérica (la flota inglesa contaba con seis grandes naves mientras que Ducasse solamente comandaba cuatro), se las arregló para vencer. Benbow entonces perdió una pierna durante el combate y debió hacer frente a la traición de varios de los capitanes combatientes bajo sus órdenes (estos últimos pasarían más tarde por Corte marcial). Habiendo vuelto a Jamaica, John Benbow recibió una carta de Ducasse :
Sir,
Yo temía el domingo pasado el ser vuestro prisionero al día de hoy; el cielo ha ordenado lo contrario, y no estoy enfadado.
En cuanto a sus cobardes capitanes, hágalos colgar, ya que, sobre mi honor, ellos se lo habrían bien ganado.
Siempre vuestro,
Du Casse.
Francia entonces estaba aliada con España; combatió en las costas de estos últimos antes de seguir las reversiones de alianzas de Luis XIV. En 1703, las funciones civiles y militares se separaron en Saint-Domingue. Fue entonces nombrado jefe de escuadra en 1702, habiendo participado el 24 de septiembre de 1704 en la Batalla de Vélez-Málaga, a bordo deL'Intrépide, con 84 cañones, en el seno de la flota del conde de Toulouse, Almirante de France.
En enero de 1704, su única hija, Marthe Ducasse († 7 décembre 1743) se casó con Louis de La Rochefoucauld, marqués de La Ferté-sous-Jouarre (1672-1751). Jean-Baptiste Ducasse estaba entonces en el apogeo de su gloria y de su fortuna, y da a su hija una dote de 1 200 000 libras, suma excepcional para la época. De esta unión nacerían:
- Jean-Baptiste de La Rochefoucauld, duque d'Anville (1707-1746),

que se distinguiría también en la historia de la marina francesa, en especial la Expedición del duque d'Anville en el curso de la cual encontró la muerte ;
- Marthe Charlotte de La Rochefoucauld (1713).

Jean-Baptiste Ducasse fue ascendido a Teniente General de las Armadas Navales el 27 de diciembre de 1707, habiendo comandado en 1714 la flota que asedió Barcelona.
Falleció el 25 de junio de 1715 en Bourbon l'Archambault en Auvernia, donde disfrutaba de las termas.

### Homenajes y posteridad
En sus Mémorias, Saint-Simon dice de Ducasse:

Ducasse murió muy viejo, y aún más roto de fatigas y heridas. Era el hijo de un mercader de jamones de Bayona,y de este país en que están orgullosos de sus gentes de mar. Prefirió embarcarse que seguir la profesión de su padre, y se convirtió en filibustero. Se hizo pronto remarcar entre ellos por su valor, su juicio, su humanidad. En poco tiempo sus acciones lo elevaron a la calidad de sus jefes. Sus expediciones fueron felices, y ganó bastante. Su reputación le sacó de ese trabajo para entrar en la marina del Rey, donde fue capitán de fragata. Se distinguió tan bien en este nuevo estado, que pronto se convirtió en jefe de escuadra, y luego en teniente general, grados en los que hizo que se hablase gloriosamente de él, y donde tuvo aún la felicidad de ganar mucho sin sospecha de bajeza. Sirvió tan útilmente al rey de España, incluso con su bolsa, que consiguió el Toison, que no estaba acostumbrado a caer en tales espaldas. La consideración general que adquirió incluso del rey y de sus ministros, por su capacidad y sus éxitos, le habían establecido y arraigado en la marina. Fue un gran hombre delgado, comandante de San Luis, que con el aire de un corsario, y mucho fuego y vivacidad, incluso fue dulce, pulido, respetuoso, afable, comportamiento que no ignoraba jamás. Fue muy amable, y tenía mucha mente con una especie de elocuencia natural, e, incluso cosas fuera de su oficio, tenía placer y provecho al entender y razonar. Él amó el estado y el bien por el bien, que es cosa convertida en rara.